# Syndication (editoria)
Nell'editoria una syndication è un'agenzia che offre a più testate giornalistiche articoli, reportages e servizi fotografici.
In genere offre materiale già pronto per la stampa (ad esempio può realizzare un'intera pagina di giornale dove articoli e fotografie sono già posizionati). Le syndication forniscono alle edicole gli espositori con le notizie del giorno ("civette" nel gergo giornalistico). Per un giornalista (specialmente freelance), iscriversi a un syndicate offre la possibilità di vedere i propri articoli pubblicati su più testate locali.
Il modello di business è stato ripetuto in internet: il termine Web Syndication definisce la diffusione di vari contenuti (notizie, link, URL, ecc.) a più lettori, tramite i flussi Web.